# 86. pehotni polk (Italija)
86. pehotni polk Verona/Sabratha (izvirno italijansko 86º Reggimento fanteria) je bil pehotni polk Kraljeve italijanske kopenske vojske.

## Zgodovina
Med prvo svetovno vojno je bil polk aktiven na soški fronti ter med drugo svetovno vojno je bil nastanjen v Severni Afriki.